# Trithemis kirbyi
Orange-winged Dropwing (Trithemis kirbyi) là một loài chuồn chuồn ngô trong họ Libellulidae. Nó được tìm thấy ở Algérie, Angola, Bénin, Botswana, Burkina Faso, Tchad, Comoros, Cộng hòa Dân chủ Congo, Bờ Biển Ngà, Ai Cập, Ethiopia, Gambia, Ghana, Guinea, Kenya, Liberia, Madagascar, Malawi, Maroc, Mozambique, Namibia, Nigeria, Senegal, Somalia, Nam Phi, Sudan, Tanzania, Togo, Uganda, Tây Sahara, Zambia, Zimbabwe, và có thể Burundi. Nó phổ biến ở nam châu Âu, vùng Trung Đông, các đảo Ấn Độ Dương và Nam Á - Ấn Độ.
Môi trường sinh sống tự nhiên của nó là các khu rừng ẩm ướt đất thấp nhiệt đới hoặc cận nhiệt đới, xa van khô, xa van ẩm, vùng đất có cây bụi nhiệt đới hoặc cận nhiệt đới, vùng cây bụi nhiệt đới và cận nhiệt đới, sông, và karst nội địa.

## Hình ảnh

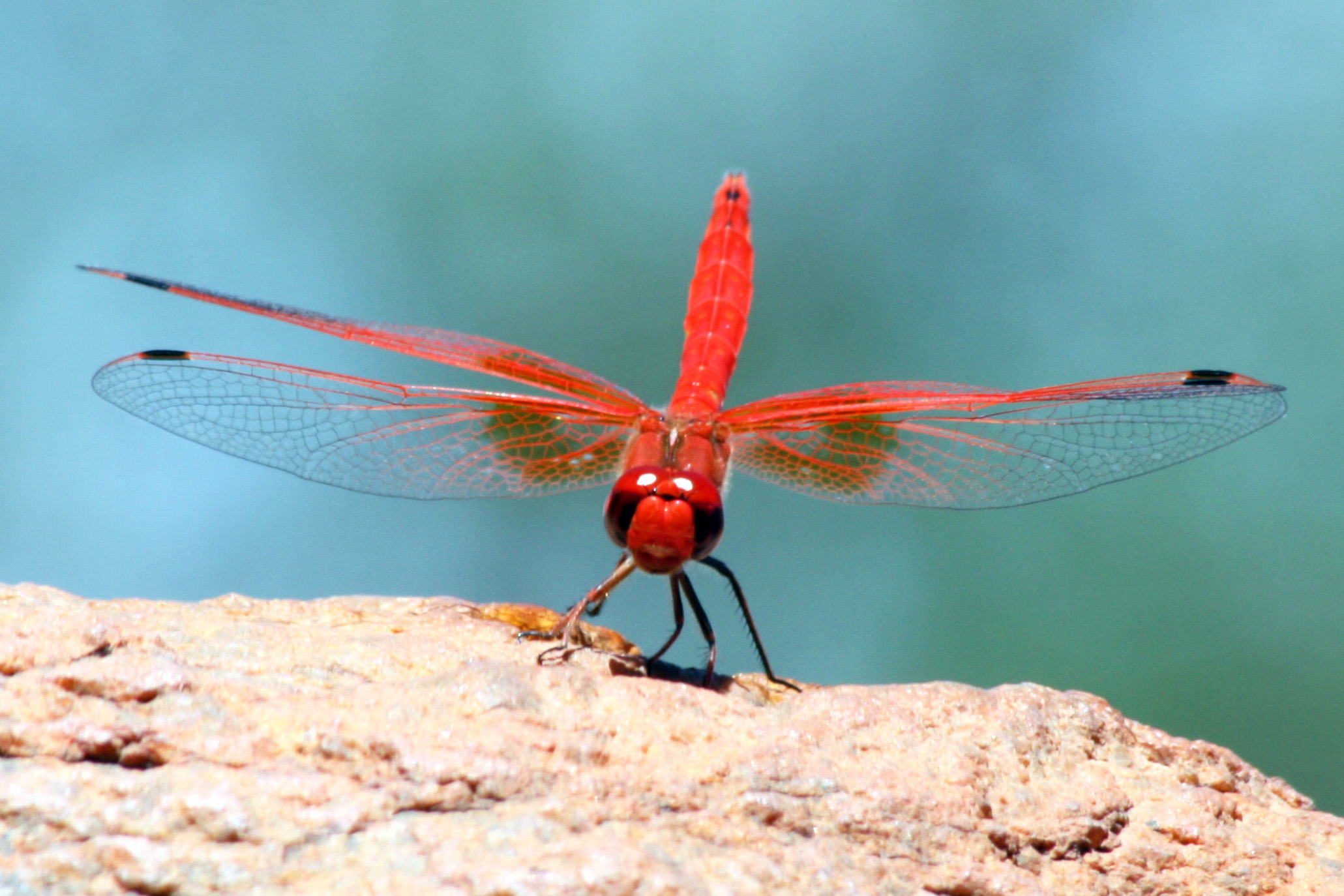
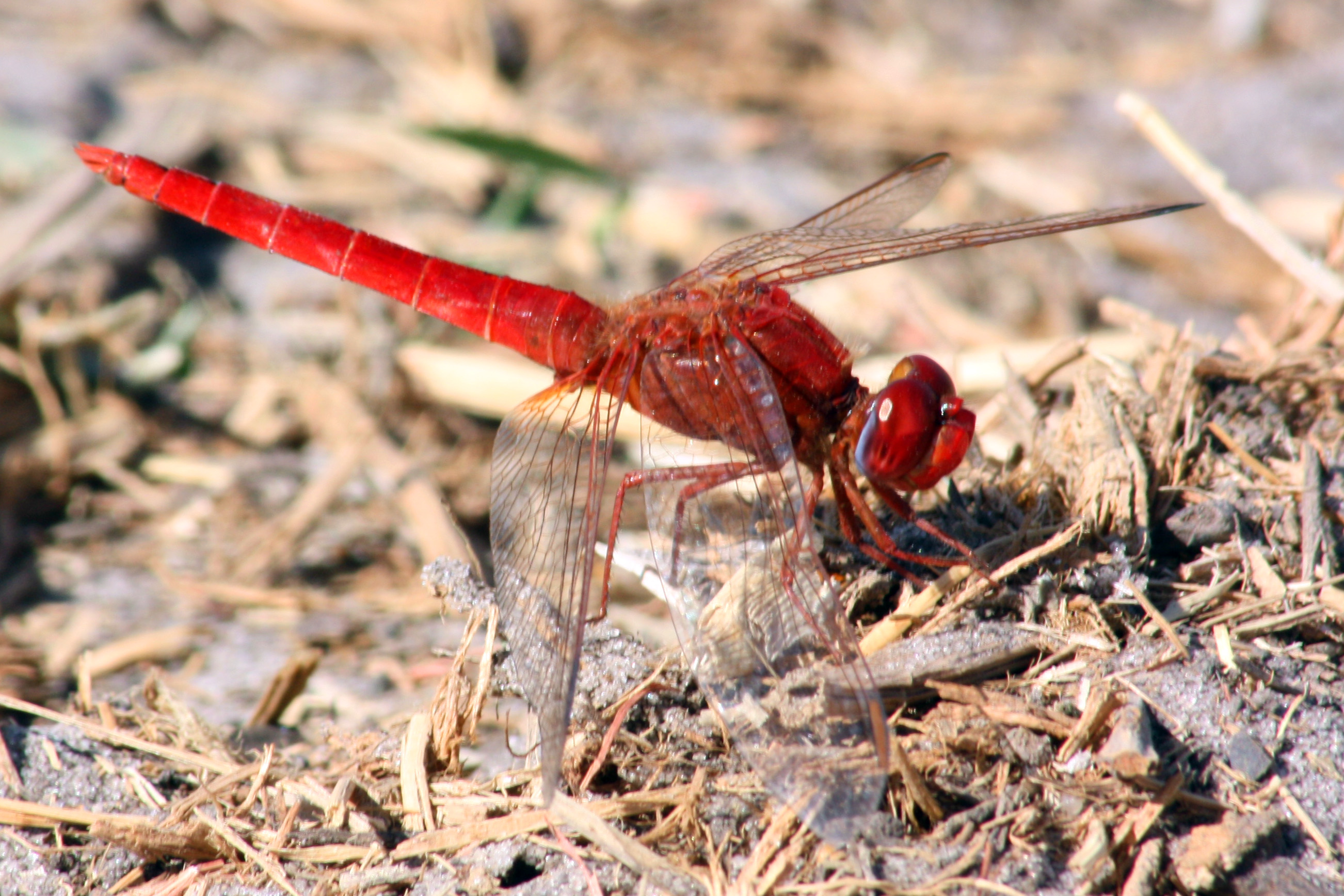
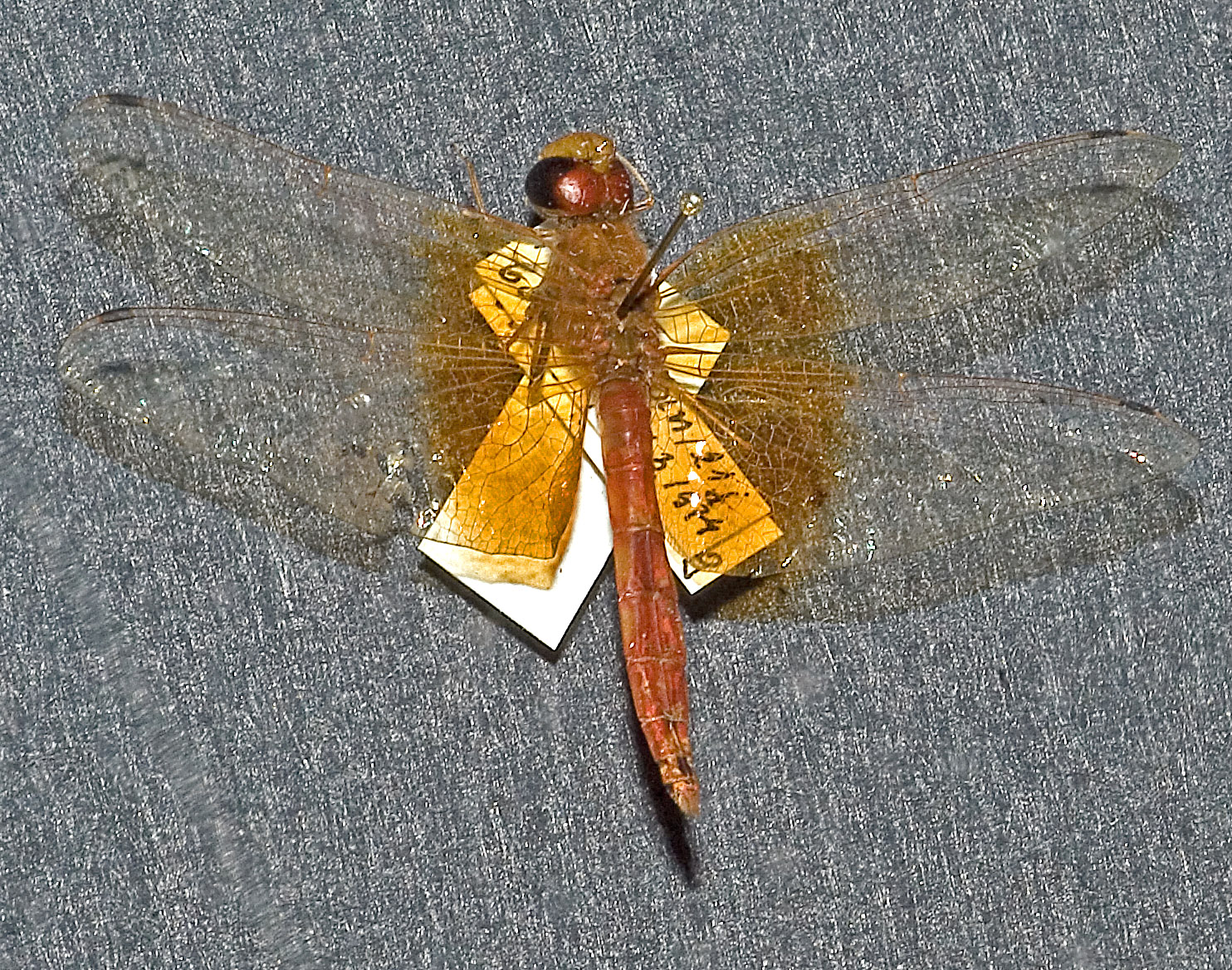
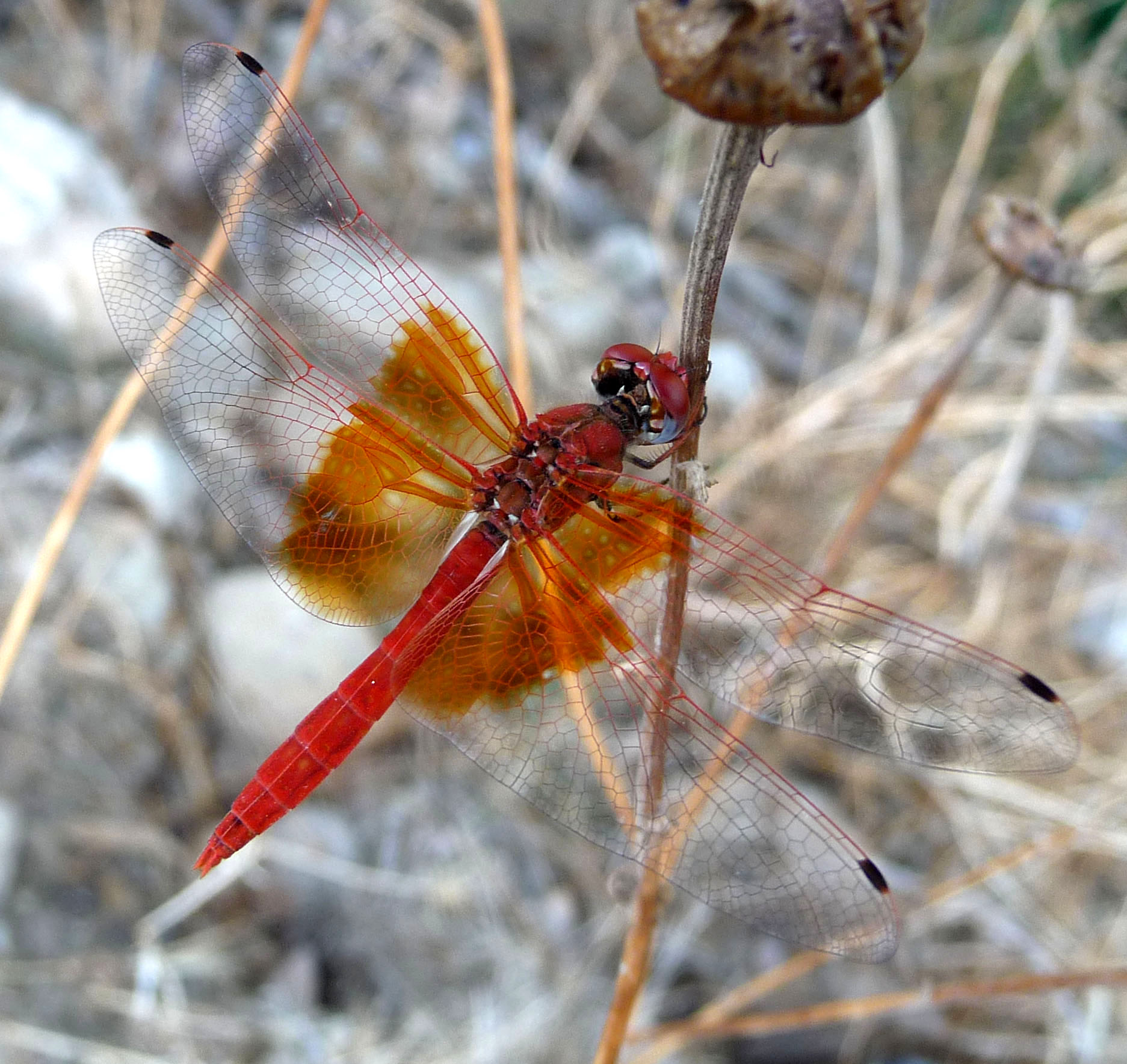